# Fontaines-d’Ozillac
Fontaines-d’Ozillac település Franciaországban, Charente-Maritime megyében. Lakosainak száma 511 fő (2022. január 1.). Fontaines-d’Ozillac Chaunac, Léoville, Ozillac, Saint-Médard, Tugéras-Saint-Maurice és Villexavier községekkel határos.

## Népesség
A település népességének változása:
| Lakosok száma | 442  | 329  | 370  | 460  | 529  | 513  | 520  | 514  | 511  | 511  |
|               | 1968 | 1982 | 1990 | 2006 | 2013 | 2015 | 2017 | 2019 | 2020 | 2022 |